# Ema Řezáčová
Ema Řezáčová, provdaná Voňavková (17. listopadu 1903 Praha – 29. června 1997 Praha), byla česká prozaička a dramatická spisovatelka, manželka českého spisovatele Václava Voňavky později Václava Řezáče.
Narodila se v rodině řemeslníka, po první světové válce továrního dělníka. V Praze navštěvovala a pro nedostatek prostředků nedokončila vyšší státní průmyslovou školu, chemické oddělení (1918–1920).
Ve svých dílech se zabývala hlavně psychologií současné moderní ženy a dále mezilidskými vztahy. Psala také prózu pro děti a mládež, divadelní hry a náměty a scénáře k filmům. V letech 1920–1923 redigovala kalendáře v nakladatelství Karel Šolc. V letech 1927–1930 pracovala jako redaktorka týdeníku Český svět, v časopise Eva (1930–1935) a v týdeníku Ozvěny (1935–1941).
Po válce vedla nedělní ženskou hlídku deníku Práce (1947–1948) a ve stejnojmenném nakladatelství redigovala edici Románové novinky (1945–1949). Od 50. let se plně věnovala literární práci. V letech 1954–1962 byla předsedkyní filmové sekce Svazu československých spisovatelů.

## Dílo

### Próza
- Špička chce k novinám (1934),vyprávění pro mládež
- Čertovo kolo (1944),  román
- Radostná událost (1947), román
- Dům na kolečkách (1948), povídky pro mládež o cirkusu
- Tichá vesnice (1951), šest obrazů ze současné vesnice
- Nový svět – Povídky (1953), budovatelské povídky
- Proudy (1954), budovatelské povídky ze stavby Slapské přehrady
- Neznámá v rovnici (1960), novela
- Jeden a druhý (1962), román
- románový cyklus - autobiografická pentalogie
  - Pozlacené dno (1968), román
  - Lesklá bída (1970), román
  - Tantalovy slasti (1974), román
  - Kde přezimují motýli (1976) román
  - Modrý vějíř (1979), román
- Mráz (1981), komorní novela
- Blázen z Horní a Dolní (1983), román

### Filmová tvorba
- Až se vrátíš (1947) námět a scénář detektivní
- Po noci den (1955), námět dramatu

### Divadelní hry
- Panenská jablka (1954), hra o 3 dějstvích a 5 obrazech, budování socialistické vesnice
- Jana (1956), hra ze současnosti o 3 dějstvích, pro dospívající mládež